# 710年
| 千纪： | 1千纪                                                                                           |
| 世纪： | 7世纪 \| 8世纪 \| 9世纪                                                                         |
| 年代： | 680年代 \| 690年代 \| 700年代 \| 710年代 \| 720年代 \| 730年代 \| 740年代                       |
| 年份： | 705年 \| 706年 \| 707年 \| 708年 \| 709年 \| 710年 \| 711年 \| 712年 \| 713年 \| 714年 \| 715年 |
| 纪年： | 庚戌年（狗年）；唐（新罗）景龙四年，唐隆元年，景雲元年；日本和銅三年                            |

## 大事记
- 中国
  - 唐中宗派左驍衛大將軍楊矩送金城公主到吐蕃和親。
  - 7月6日（六月初七）——韦后毒死唐中宗，立李重茂为皇帝，改元唐隆，以皇太后身份臨朝攝政，又任用韋氏子弟統領南北衙軍隊，稱韋后之亂。
  - 7月21日——相王李旦之子臨淄王李隆基和其姑太平公主發動唐隆政變，殺死韋太后及其女安樂公主。
  - 7月23日（六月廿四）——太平公主策動唐殇帝退位，唐睿宗登基。
  - 以幽州鎮守經略節度大使薛訥升任左武衛大將軍、幽州都督，兼安東都護，節度使之名自訥始。
- 日本
  - 元明天皇迁都平城京，飞鸟时代结束，奈良时代开始。
- 歐洲
  - 奧米亞王朝的穆斯林開始跨過直布羅陀海峽，並在伊比利亞半島登陸，侵擾西哥德王國。

## 各国领袖

### 非洲
- 马库里亚王国 - Merkurios, 马库里亚国王(697–722)

### 美洲
- 卡拉克穆尔 – Yuknoom Yich'aak K'ahk' (702–731)
- 科潘 - 瓦沙克拉洪·乌巴·卡维尔 (675–738)
- 蒂卡尔 - Hasaw Chan K'awil (682–732)

### 亚洲
- 中国 (唐朝) – 
  1. 唐中宗李显，中国皇帝 (705–710)
  2. 唐殇帝李重茂，中国皇帝 (710)
  3. 唐睿宗李旦，中国皇帝 (710–712)
- 日本 (飛鳥時代) - 元明天皇，日本天皇 (707–715)
- 朝鲜半岛 (统一新罗) - 圣德王, 新罗王 (702–737)
- 帕拉瓦王朝 - 
  1. Narasimhavarman II (700–728)
  2. Paramesvaravarman II (705–710)
  3. Nandivarman II (710–775)
- 震国 - 高王大祚荣, 震国王 (698–719)
- 吐蕃 - 赤德祖赞，赞普 (704–755)
- 后突厥 -  默啜, 可汗 (694- 716)

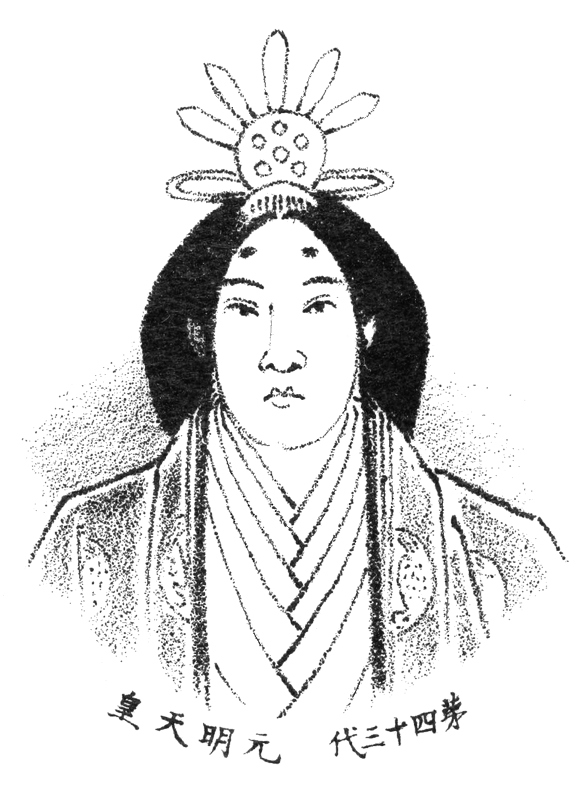
元明天皇

### 中东
- 亚美尼亚 - Smbat VI Bagratuni， 亚美尼亚君主 (691–711)
- 阿拉伯帝国 - 瓦利德一世，哈里发 (705–715)

### 欧洲
- 保加利亚 - 特尔维尔（英语：Tervel of Bulgaria）, 保加利亚可汗 (695–715)
- 拜占庭帝国 - 查士丁尼二世 (705–711)
- 法兰克王国 -
  - 希爾德貝爾特三世, 法兰克国王 (695–711)
  - 丕平二世, 宫相 (687–714)
- 弗里西亚 - 雷德白（英语：Radbod, King of the Frisians） (678–719)
- 格鲁吉亚 -
  - 巴格拉季昂王朝 - Nerse (705–742)
- 伦巴底王国 -阿里伯特二世（Aripert II）（701–712）
- 塞尔维亚 - Ratimir, 塞尔维亚统治者(700–730)
- 威尼斯共和国 - 保罗·吕齐奥·阿纳法斯托，威尼斯总督 (697–717)
- 西哥特王国 - 
  1. Wittiza (702–710)
  2. 罗德里克 (710–711)
- 爱尔兰 - 
  1. Congal Cennmagair, 爱尔兰高王（英语：List of High Kings of Ireland） (703–710)
  2. Fergal mac Máele Dúin, 爱尔兰高王 (710–722)

  - 康诺特 - Indrechtach mac Muiredaig，康诺特王 (707–723)
  - Uí Maine - Seachnasach, Uí Maine王 (691–711)
  - 伦斯特 - Cellach Cualann, 伦斯特君主(693–715)
  - Ulaid - Áed Róin (708–735)
- 英格兰 (七国时代) - 
  - 东盎格利亚 - 埃尔德伍尔夫（英语：Ealdwulf of East Anglia） (663–713)
  - 埃塞克斯王国 - Saelred (709–746)
  - 肯特王国 - 威特瑞德（英语：Wihtred of Kent） (690–725)
  - 默西亚王国 - Ceolred, 默西亚国王 (709–716)
  - 诺森布里亚 - Osred I，诺森布里亚国王(705–716)
  - 萨塞克斯王国 -
    - 内特尔姆（英语：Nothelm of Sussex） (fl.692–725)
    - 沃茨（英语：Watt of Sussex） (fl.692–725)

  - 韦塞克斯 - 伊尼, 韦塞克斯国王 (688–726)
- 苏格兰
  - Dál Riata - Selbach mac Ferchair (700–723)
  - Strathclyde王国 -
  - 皮克特 - Nechtan mac Der-Ilei, 皮克特国王 (706–724)
- 威尔士 -
  - Gwynedd王国 - Idwal Roebuck(682–720)
  - Powys王国

## 逝世
- 李显，唐朝皇帝（656年出生，54岁）
- 上官婉儿，唐朝诗人（664年出生，46岁）
- 武延秀，唐朝魏王武承嗣之子，（685年出生，25歲）
- 李思训，唐朝将军（651年出生，59岁）
- 柿本人麻呂，日本诗人（662年出生，48岁）
- 7月21日——韦皇，唐中宗皇后，安乐公主之母（666年出生，44岁）
- 7月21日——安乐公主，唐中宗与韦皇之女（685年出生，25岁）